# Tell Sabi Abyad
Tell Sabi Abyad (en árabe: تل صبي أبيض‎: en árabe: تل صبي أبيض‎) es un sitio arqueológico en el valle del río Balikh, en el norte de Siria. El sitio consta de cuatro tells (montículos) prehistóricos que se numeran como Tell Sabi Abyad I a Tell Sabi Abyad IV. Sus excavaciones han permitido determinar que el lugar estuvo habitado ya alrededor de los años 7500 a 5500 a. C., a pesar de que no siempre al mismo tiempo; el asentamiento cambió de lugar entre los cuatro sitios.
La cerámica más temprana de Siria ha sido descubierta en este sitio: data de ca. 6900-6800 a. C., y consta de objetos de mineral templado, y a veces pintados.

## Excavaciones

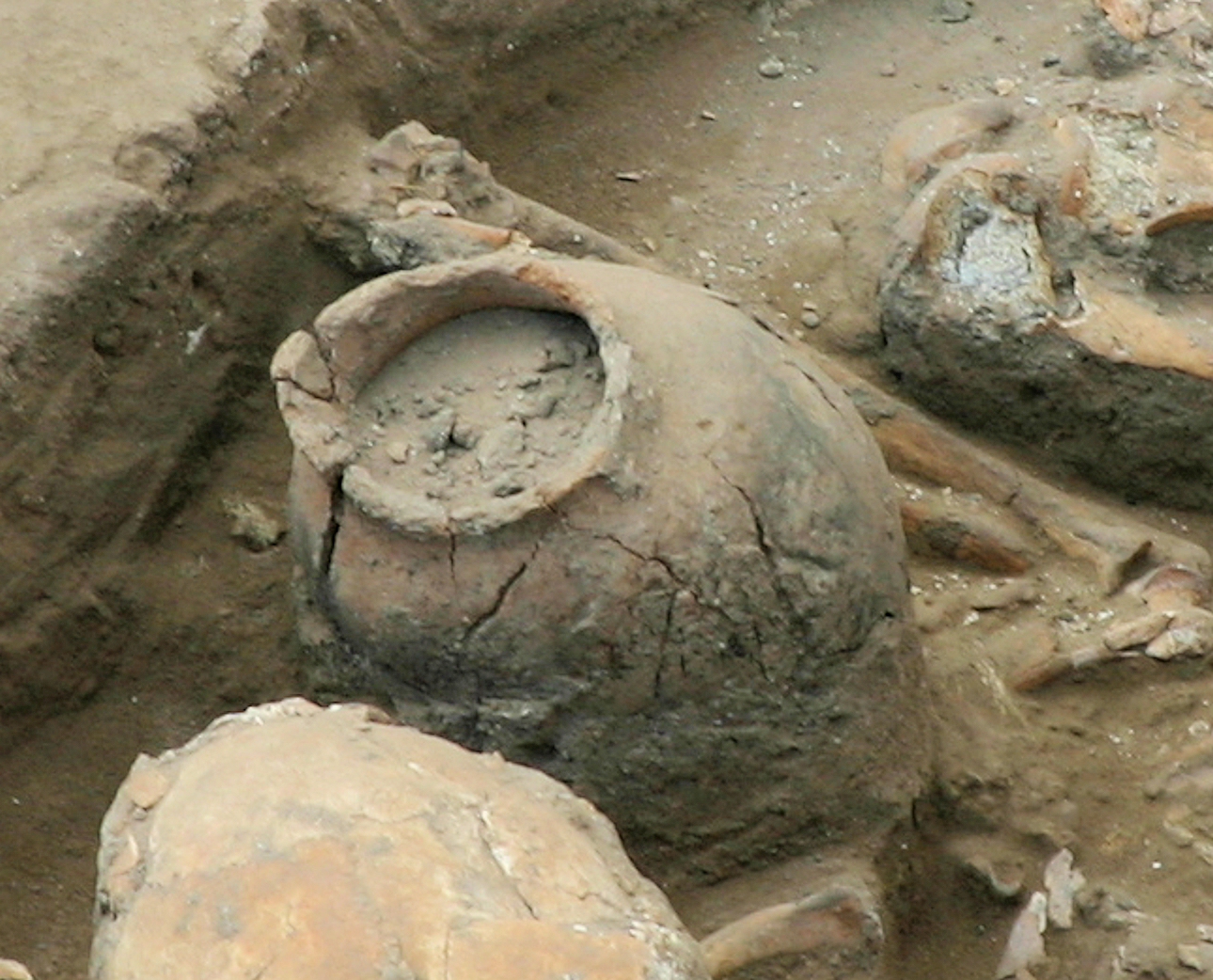
Cerámica de una tumba en Tell Sabi Abyad.

Desde 1986, el arqueólogo Peter Akkermans ha dirigido extensas excavaciones en Tell Sabi Abyad I, II y III. Se condujeron inspecciones en el cuarto montículo, pero las excavaciones no fueron posibles debido a su uso como cementerio local.

### Cerámica
La cerámica de Tell Sabi Abyad es un poco similar a aquella encontrada en otros sitios prehistóricos en Siria y el sudeste de Turquía; por ejemplo en Tell Halula, Akarçay Tepe Höyük, Mezraa-Teleilat, y Tell Seker al-Aheimar. Incluso en Sabi Abyad, la presencia de cerámica pintada es bastante única. Los arqueólogos descubrieron lo que parece ser la cerámica pintada más antigua en el sitio. Más tarde, la cerámica pintada fue interrumpida, y su calidad declinó:

Nuestros descubrimientos en Tell Sabi Abyad muestran una fase breve inicial en la que las personas experimentaban con cerámica pintada. Esta tendencia no continuó, no obstante. Según lo que  podemos ver ahora, las personas entonces dejaron de pintar su cerámica durante siglos. En cambio, se concentraron en la producción de objetos toscos y sin decorados. No fue hasta alrededor del 6200 a. C. que las personas empezaron a añadir decoraciones pintadas nuevamente. La cuestión de por qué los habitantes neolíticos de Tell Sabi Abyad inicialmente dejaron de pintar su cerámica se mantiene sin respuesta al día de hoy.

Entre las piezas de cerámica encontradas en el sitio se incluyen boles y vasijas, a menudo con cuellos angulados y ornamentadas con diseños geométricos, algunos presentando animales cornudos. Sólo alrededor seis por ciento de la cerámica encontrada fue producida localmente.

### Cambios culturales alrededor de 6200 a.C.
Significativos cambios culturales fueron observados cerca del 6200 a. C., los cuales parecen estar conectados con el cambio climático abrupto del evento climático ocurrido en 8200 a. C. Con todo, el asentamiento no fue abandonado en esa época:

Un cambio importante tuvo lugar alrededor de 6200 a. C. implicando nuevos tipos de arquitectura, incluyendo almacenes extensos y edificios circulares pequeños (tholoi); el desarrollo subsecuente de una cerámica mucho más compleja y a menudo con formas y objetos decorados; la introducción de pequeñas puntas de flecha transversales y puntos con espigas cortas; la ocurrencia abundante de arcilla con husos en espiral, sugerentes cambios en la fabricación textil; y la introducción de sellos como indicadores de propiedad y la organización de almacenamiento controlado.

### Monedas de arcilla
El sitio ha revelado la colección más grande de fichas y sellos de arcilla de la que se tiene registro, con más de 275 piezas, hechas por un mínimo de 61 sellos de acuñación. Tales dispositivos de intercambio fueron encontrados por primera vez en el nivel III de Mureybet durante el neolítico precerámico A y es bien sabido que se desarrollaron durante el neolítico.

## Tell Sabi Abyad I
Tell Sabi Abyad I, el más grande de los sitios, fue primero ocupado entre 5200 y 5100 a. C. durante el Neolítico. Muestra una fase más tardía de ocupación, denominada "transicional" por Akkermans, entre 5200 y 5100 a. C., el cual fue seguido por un temprano periodo de la cultura Halaf entre 5100 y 5000 a. C. La arquitectura del VI milenio presentaba asentamientos con edificios rectangulares de múltiples habitaciones  con estructuras redondas llamadas tholoi que se ha sugerido que eran utilizadas para almacenamiento.
Restos posteriores de una estructura masiva llamada la "Fortaleza" se dató en el periodo Asirio Medio (Edad de Bronce Tardío) entre 1550 y 1250 a. C. También se hallaron edificios domésticos, sugiriendo que el asentamiento era una ciudad asiria de frontera donde se estacionaba una guarnición. La estructura de la "Fortaleza" conenía ocho habitaciones de 2,5 metros de ancho, muros construidos con adobe y una escalera que conducía a un segundo piso.

### Zooarqueología y arqueobotánica
En el periodo Halaf, Tell Sabi Abyad tuvo una economía ganadera plenamente desarrollada con domesticación animal de predominantemente cabras, pero también ovejas, vacunos y cerdos. También se cazaba un número pequeño de gacelas, a pesar de que la evidencia sobre la caza y pesca no está bien atestiguada en el sitio.
Los árboles que habrían crecido en esa época incluía álamos, sauces y fresnos.
El farro domesticado era el cultivo primario, junto con escanda, cebada y lino. Se encontró un número bajo de guisantes y lentejas en comparación a sitios similares.

## Tell Sabi Abyad II
Tell Sabi Abyad II medía 75 metros por 125 metros  por 4,5 metros de alto. Los artefactos hallados evidenciaron una ocupación muy temprana con fechas calculadas alrededor de 7550 y 6850 a. C.
Se presentó un horizonte de precerámica neolítica B; más tarde el sitio muestra una secuencia ininterrumpida entre la fase precerámica a la cerámica.

## Destrucción de 2014
En 2014, Peter Akkermans reveló que el sitio había sido saqueado como resultado de la guerra civil siria. También han sido saqueadas algunas instalaciones de almacenamiento.